# Informationskompetence
Informationskompetence kan defineres som evnen til effektivt at finde og behandle information. Begrebet "information literacy" er udviklet i USA omkring 1974 og siden videreudviklet i mange sammenhænge og på tværs af faggrænser. Historisk set har informationskompetencebegrebet udviklet sig parrallet med udviklingen af IT-redskaber der fungerer som støtte for læring og samtidig også ændrer den kognitive proces.
Informationskompetence er et begreb, der rummer mange facetter. Nogle betoner IT-aspekter (at være god til computere), andre betoner de mere traditionelle akademiske færdigheder, at kunne sprog, at kende og forstå genrer osv. Begrebet har fået en stor popularitet blandt bibliotekarer og informationsspecialister, der ser en vigtig opgave i at kunne udvikle menneskers informationskompetence.
Der opregnes ofte konkrete punkter, som fx:
- identificere informationsbehov og formulere spørgsmål på grundlag af behovet

- indse at relevant og dækkende information er basis for intelligent beslutningstagen

- identificere relevante hjælpemidler til informationssøgning, både traditionelle og elektroniske udvikle søgestrategier og søge systematisk

- undersøge og vurdere information kritisk

- organisere information til et bestemt formål

- tilegne sig nye erfaringer

- bruge information i kritisk tænkning og i problemløsning

## Informationskompetence i undervisning
Informationskompetence er gennem gymnasiereformen i 2005 og folkeskolereformen i 2014 blevet en del af undervisningsgrundlaget i både gymnasieskolen og folkeskolen. I forbindelse med dette, er informationskompetencen i højere grad kædet sammen med IT-kompetencer, og optræder i lovgivningen som en del af et større hele.
Selve undervisningen i informationskompetence, fokuserer primært på to forskellige tilgange til informationskompetence. Den traditionelle undervisning omhandler primært informationssøgning, med et fokus på hvordan specifikke informationssøgningstilgange bruges. Den alternative undervisningstilgang tager udgangspunkt i at arbejde med information og IT, hvor informationsbehov, informationshåndtering og informationsdannelse er primært fokus for undervisningstilgangen.